# Vidalia rohdendorfi
Vidalia rohdendorfi är en tvåvingeart som beskrevs av Richter 1963. Vidalia rohdendorfi ingår i släktet Vidalia och familjen borrflugor. Inga underarter finns listade i Catalogue of Life.